# 徐承宗
徐承宗，濠州鍾離永豐鄉（今安徽鳳陽東北）人，明朝軍事將領、魏國公。
正統十三年七月，徐承宗繼承其兄徐顯宗的魏國公爵位。天順初年，擔任南京守備，并兼領中軍都督府，任內公廉恤士。死後，其子徐俌繼承爵位。